# Valdehijaderos
Valdehijaderos es un municipio y localidad española de la provincia de Salamanca, en la comunidad autónoma de Castilla y León. Se integra dentro de la comarca de la Sierra de Béjar. Pertenece al partido judicial de Béjar y a las mancomunidades Embalse de Béjar y Ruta de la Plata.
Su término municipal está formado por un solo núcleo de población, ocupa una superficie total de 11,75 km² y según los datos demográficos recogidos en el padrón municipal elaborado por el INE en el año 2017, cuenta con una población de 79 habitantes.
La estructura original del pueblo se configura en torno a la Cañada Real Soriana Occidental o El Cordel, que viene de Valdefuentes de Sangusín y se dirige a Montemayor del Río, en su ruta hacia los pastos de Extremadura.
Por otra parte, Valdehijaderos forma parte de la Reserva de la Biosfera de las Sierras de Béjar y Francia, lo que da buena cuenta de su belleza paisajística y la conjunción del aprovechamiento humano de la tierra con el respeto al medio.
Valdehijaderos limita con los municipios de Horcajo de Montemayor, Valdefuentes de Sangusín, La Calzada de Béjar y Aldeacipreste.

## Etimología
"Ahijadero" es una palabra que recoge la Real Academia Española como propia de la provincia de Salamanca, con el significado de "prado que se reserva para que ahíjen y críen las ovejas". De este modo, Valdehijaderos es el resultado apocopado de "Val de Ahijaderos", el nombre antiguo de la localidad, por lo que Valdehijaderos significa "Valle de Ahijaderos" o “Valle de prados de cría de ovejas”.

## Geografía
Aparte de la Cañada Real Soriana Occidental, también atraviesa el municipio el sendero de Gran Recorrido GR-10, y europeo E-7, que comunica la localidad valenciana de Puzol con Lisboa sirviendo de unión entre el Mar Mediterráneo y el Océano Atlántico.
Además, existen otras rutas en el municipio señalizadas como "Caminos de Valdehijaderos", de notable encanto e interés paisajístico.

### Clima
Encuadrado en una zona de clima mediterráneo continentalizado, registra inviernos fríos, secos y soleados, con fuertes heladas y nevadas escasas, así como veranos secos y calurosos, pero frescos al atardecer. El mayor índice de precipitaciones se registra en primavera y otoño en forma de lluvias.

## Historia
La tierra de Valdehijaderos se encuadraba en la Edad Media dentro de las dependencias del Concejo y Marquesado de Montemayor del Río, en el Reino de León. Constituía un lugar de frontera entre León y Castilla, al pasar la línea divisoria por la Vía de la Plata, a escasos 2 kilómetros del pueblo en el lugar de La Calzada de Béjar, entonces partido a la mitad, con "La Calzada", casi la totalidad del pueblo, perteneciente a la Tierra de Montemayor y "Casas de la Calzada", una calle situada al este de la vía, perteneciente a la Comunidad de Villa y Tierra de Béjar.
Aunque su fundación se presupone dentro del proceso de repoblación llevado a cabo por el rey Alfonso IX de León en torno a 1227, cuando este monarca creó el concejo de Montemayor del Río, en el que quedó integrado el término de Valdehijaderos, dentro del Reino de León, la primera referencia de la población propiamente dicha se localiza en un documento muy posterior, de 1543, donde se nombra como anejo de Montemayor una localidad llamada “Val de Ahijaderos” y que cuenta entonces con 57 vecinos (familias).
En 1752, el Catastro de Ensenada detalla que Valdehijaderos tiene 32 vecinos, de los cuales 4 son viudas y 8 solteros. De sus 48 casas 26 están habitadas, 4 sin moradores, 8 pajares y 10 arruinadas. También informa de que la localidad cuenta, como  bienes  comunes, con una casa y un corral de Concejo, una fragua y una dehesa boyal.
Con la creación de las actuales provincias en 1833, Valdehijaderos fue englobado en la provincia de Salamanca, dentro de la Región Leonesa.
Ya en 1845, el Catastro de Madoz registra 36 casas de mala construcción, formando cuerpo de población, habitadas por 25 vecinos,  81 almas.  Se describe como localidad con ayuntamiento en la provincia de Salamanca, partido judicial de Béjar y diócesis de Coria, situada en una colina a la izquierda del río Sangusín. Se dice que el clima es templado y las enfermedades más comunes son tercianas y cuartanas. El pueblo cuenta con una fuente de cuyas aguas usan los vecinos, una iglesia aneja de La Calzada, con la advocación de la Degollación de San Juan Bautista, y una ermita titulada de San Marcos. El terreno es arenisco, secano y de inferior calidad.  Los caminos conducen a los  pueblos inmediatos.  Produce: trigo,  centeno,  cebada,  garbanzos,  lino,  patatas  y legumbres; hay ganado lanar, cabrío, vacuno y de cerda y caza menor.  Tiene alcalde pedáneo y  cuenta con un “pósito” (Almacén de cereal para cederlo para la siembra o en tiempos de dificultades).

## Geografía humana

### Demografía
Cuenta con una población de 84 habitantes (INE 2024).
| Gráfica de evolución demográfica de Valdehijaderos entre 1857 y 2021                                                  |
| |
| Población de derecho según los censos de población del INE. Población de hecho según los censos de población del INE. |

Como podemos apreciar, el siglo XX arranca ya con una población muy alta  respecto a los datos  anteriores. Esto forzó la necesidad de  sembrar más tierras y  más huertos, entre  otras soluciones.
Tradicionalmente el excedente de población también se resolvía con la emigración, por unos años o definitivamente.  Hasta los años 30 los destinos  más frecuentes eran  Argentina  (para las emigraciones definitivas que incluían a toda la familia) y Cuba (donde iban los jóvenes por  unos años a cortar caña de azúcar regresando para hacer el servicio militar). Había otro tipo de emigración que era   protagonizada por padres de familia que dejaban a la mujer al cuidado de hacienda e hijos y ellos enviaban los ahorros para mantenerlos, y sobre todo, para la compra de más fincas. El episodio más singular fue el realizado a Panamá para construir el canal  (1904-1914).  Participaron muchos hombres de pueblos de la comarca, incluido Valdehijaderos.
Por los años treinta y cuarenta del siglo XX, debido a la guerra civil española y a la Segunda Guerra Mundial, la emigración se cerró, e incluso regresaron algunas familias al pueblo. Por este motivo, la explotación del territorio se intensificó fuertemente, llegando a ser la mayor en toda su historia, aunque eso no supuso un cambio de sistema.
Es a partir de mediados de los años 50, como en el resto de España, cuando se inicia el gran éxodo rural  hacia las ciudades. Los destinos fueron muy variados: Béjar, Asturias, País Vasco, Francia, Alemania, Suiza, pero la gran mayoría fue absorbida por Madrid y Barcelona.
Actualmente, en estas últimas décadas, el descenso de la población es constante pero ya no es debido a  la emigración sino al predominio de la población mayor y muy mayor sobre la juvenil e infantil.

### Transporte
El municipio está bien comunicado por carretera, siendo atravesado por una carretera local que une con Horcajo de Montemayor hacia el oeste y que desemboca en la SA-220 hacia el este, comunicando con La Calzada de Béjar, donde se encuentra además el acceso a la autovía Ruta de la Plata que une Gijón con Sevilla, permitiendo dirigirse tanto al norte como al sur peninsulares.
En cuanto al transporte público se refiere, tras el cierre de la ruta ferroviaria de la Vía de la Plata, que pasaba por el municipio de Béjar y contaba con estación en el mismo, no existen servicios de tren en el municipio ni en los vecinos, ni tampoco línea regular con servicio de autobús, siendo la estación más cercana la de Béjar. Por otro lado el aeropuerto de Salamanca es el más cercano, estando a unos 86km de distancia.

## Cultura

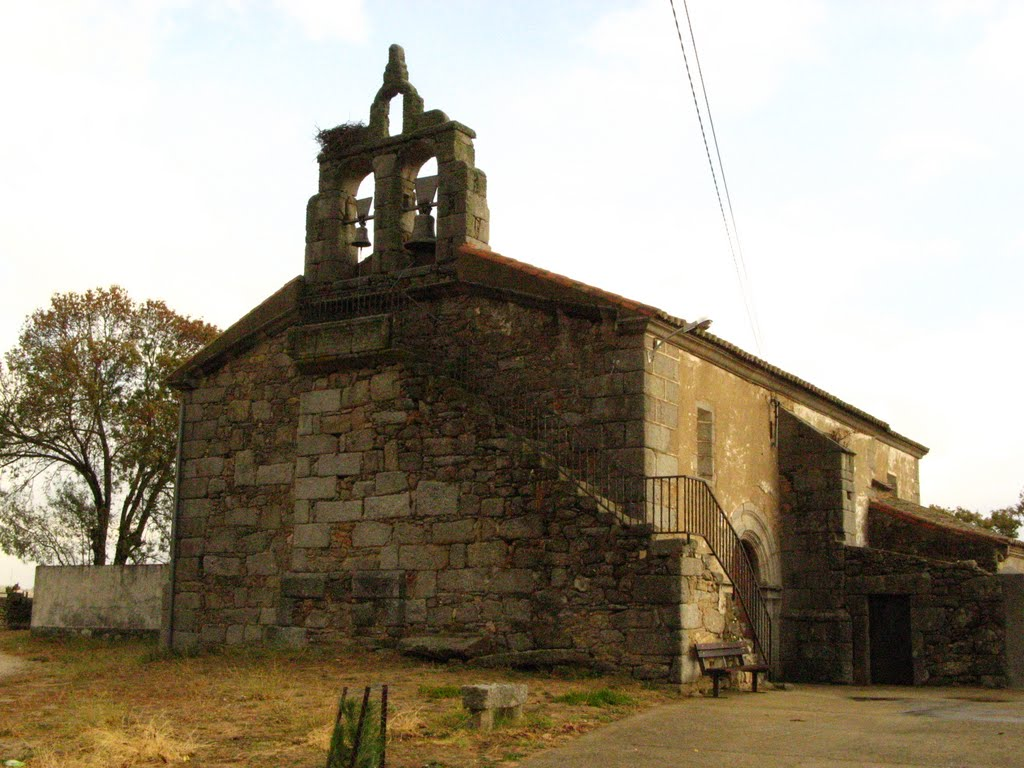
Iglesia de San Juan Degollado.

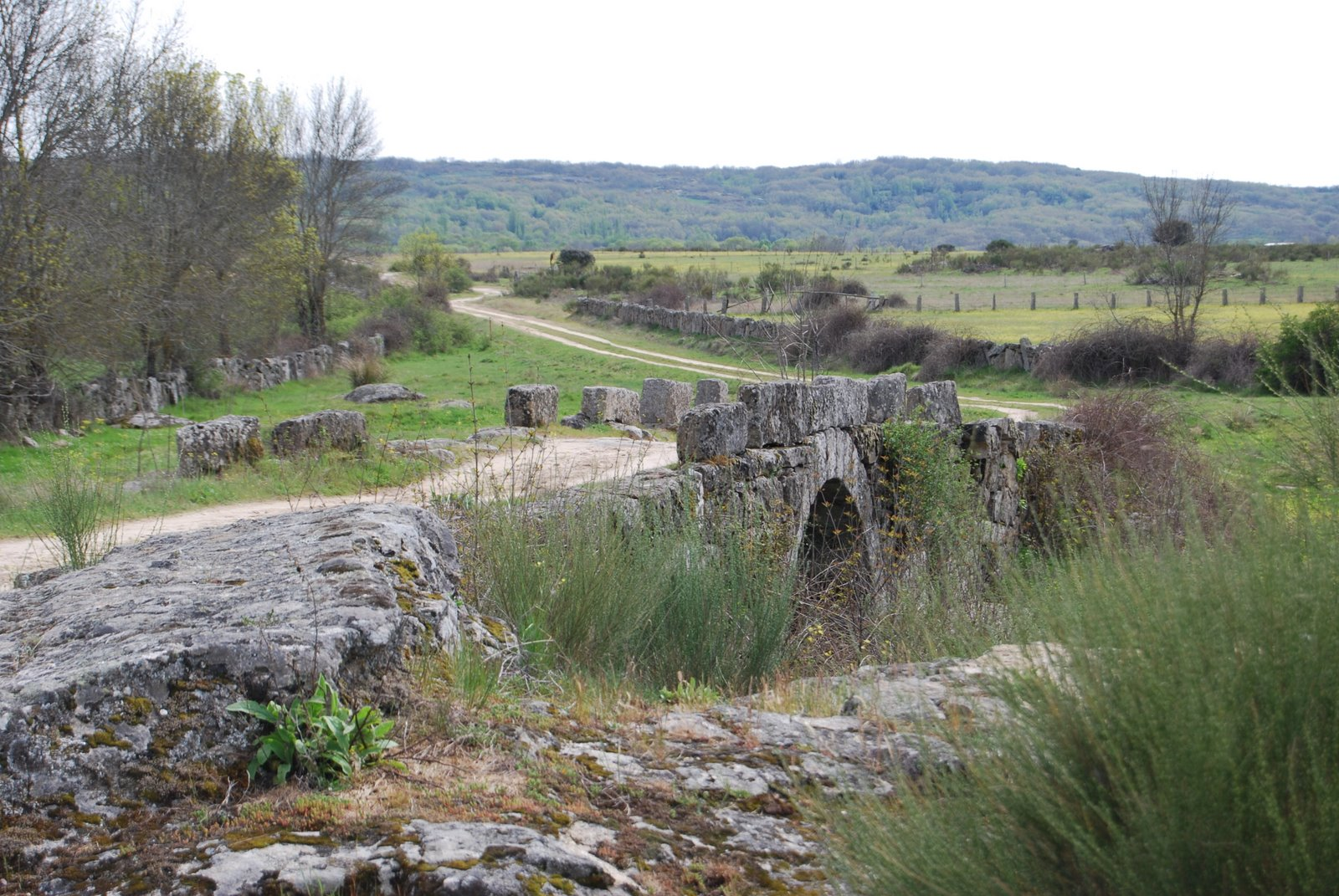
La Puente, de origen romano.

A causa de su pequeño tamaño y a la costumbre de buscar pareja en el entorno  inmediato,  los hijos del pueblo comparten una alta consanguinidad. Aunque en el tema de los motes había más variedad, los apellidos apenas superan la docena: Sánchez, García, González, Rodríguez, Martín, Ceballos, Castellano, Díaz, Luengo,  Márquez, Cubino, Simón, Antón, Canónico, Manzano, Moreno, Matas …

### Ocio
Además de las tabernas y los solanos, la mayor diversión es la calva. El pueblo cuenta tradicionalmente con buenos jugadores y, de hecho, el campeón de España en 2012 es natural de Valdehijaderos. La juventud también se divierte en los carnavales y bailes, estos últimos durante las fiestas patronales de San Marcos y San Juan.

## Economía
Valdehijaderos es un pueblo de eminente tradición ganadera, practicándose una ganadería extensiva minifundista de vacuno y ovino. Junto a los pastos, se cultivan pequeñas zonas de viñedo y huertos.

### Agricultura
El término de Valdehijaderos se ubica en uno de los costados del valle del río Sangusín. En su ladera, en el lado sur, domina la mata de roble con algunos prados en su parte ya alta. A lo largo del pie de valle, por donde discurre la carretera, se ubican los mejores prados, todos ellos cercados con paredes de piedra y poblados por infinidad de fresnos terciados. Los huertos se extendían, principalmente, en los márgenes de los regatos (arroyos). La parte llana, desde el pueblo hasta el río, era destinada fundamentalmente a los cultivos de cereales y algarrobas.
El ayuntamiento apenas tiene  fincas,  por lo que la práctica totalidad del terreno está en manos particulares. Al igual que otros pueblos, es posible que antiguamente contara con terrenos comunales que podrían haber sido lo que actualmente es la solana y que, en un momento dado, se repartiera entre los vecinos. 
Centrándonos en su aprovechamiento, desde el punto de vista de su gestión, y simplificando una realidad que siempre es más  compleja,  podemos decir que su término tenía los siguientes usos:  
- Prados (hierba, heno, leña de fresno...).
- Tierras de labor (pastos, trigo, algarrobas, centeno, sandías...).
- Mata de roble (leña, pasto, camas para el ganado...).
- Viñedos (uvas, vino, higos).
- Huertos (de regadío y secano). (Patatas, cebada, todo tipo de verduras, nabos, maíz...)

La función principal de los prados era obtener heno (hierba secada al sol) para alimentar los animales en el invierno. La hierba se segaba con las guadañas y una vez secada se llevaba a los casillos del pueblo, ya que entonces no se hacían "aniales".
Las viñas se ubicaban en las inmediaciones del pueblo, sobre su parte alta. El principal destino de la uva era el autoconsumo, una vez transformada en vino. Todas las casas tenían bodega y lagar. Como la producción no era suficiente, se bajaba a comprar vino a pueblos como Santibáñez de la Sierra o San Esteban de la Sierra. Para cuidar las viñas había un guarda nombrado por el ayuntamiento. Su lugar habitual de estancia y centro de observación era el "Canchal de las Cabezuelas". 
Las masas forestales representativas de Valdehijaderos son los fresnos en los bajos y el roble en las laderas. Todos los prados tienen fresnos como arbolado. Están adehesados (separados los unos de los otros a cierta distancia) y "desmochados", motivo por el que tienen un tronco desproporcionado respecto a las ramas. 
"Cortar el  ramajo" consiste en cortarle todas las ramas. Se realiza a primeros de septiembre cada 8-10 años con la finalidad de obtener leña para la lumbre y alimento (la hoja) para el ganado.

### Ganadería
El animal más representativo  eran las ovejas. Principalmente pastaban en los barbechos  y  rastrojeras, también en los prados (aunque poco porque se reservaban para el heno). Había como 50 pastorías (una por familia), cada una con sus perros “carea” y su pastor correspondiente,  que solía ser el mozo más pequeño de cada casa. Había familias que hacían una "dúa" y cuidaban sus rebaños a medias. Cada pastoría podía tener unas 25 ovejas con su macho e incluía a dos o tres cabras para la leche de  a diario. Por las noches se recogían en los casillos (establos) del pueblo, pero a partir del mes de marzo dormían en la red, para estercar los huertos. En primavera no se sacaban pronto porque el rocío les podía hacer daño. La producción de cada oveja era un cordero al año. 
A los borrunchos (los corderos destetados), al igual que a las ovejas, no se les echaba nada, engordaban solo con lo que comían en campo y se vendían a últimos de abril a los carniceros de Béjar. En verano se cortaban ramas de roble con hoja y se secaban en los pajares. Se guardaba para dárselo de comer a las ovejas en los días de nieve. La lana la esquilaban esquiladores extremeños (de las Hurdes) que hacían la campaña por los pueblos.
La presencia del lobo era casi constante pero su principal amenaza era en primavera, cuando las ovejas dormían en la red. Por ello los pastores eran ayudados por los mastines que vigilaban toda la noche. Estos perros grandes y fuertes llevaban carrancla (collar de pinchos). Para evitarlos, los lobos atacaban en contra del viento, para que no los olieran.  
Cada familia solía tener unas 4 o 5 vacas como mucho, salvo excepciones. Su utilidad principal era su uso como yunta para tirar del carro y del arado. También se les sacaba algo de leche y muchos años criaba un ternero. La yunta y sus crías iban a dormir al castillo desde octubre hasta marzo (para resguardarlas de la intemperie y para poder hacer vicio (estiércol) para las tierras. El resto del año dormían en el campo.
Los guarrapos (cerdos) se compraban pequeños en el mercado. Se engordaban uno o dos por familia y eran casi su única fuente de proteínas (jamón, chorizos, morcillas), así como de grasa (manteca), tocino y huesos para el cocido. Antes de encerrarlos para engordarlos, se sacaban unos meses a regatos y caminos, iban anillados para que no "hunzaran". 
En "la porcá" iban juntos todos los cochinos del pueblo, (cada día le tocaba a una familia).
En Valdehijaderos apenas había caballos y el mulo comenzó a usarse a partir de generalizarse el llevar la leche a vender a  Béjar. Para el transporte,  el animal habitual era la burra, una por familia. Solía llevar serones para la carga o un “aparejo” si era para montar.
Los desplazamientos a Béjar se hacían andando, ya que la burra ya llevaba la carga. En Béjar había posadas para poder dejarla a buen recaudo.

## Monumentos y lugares de interés
- Iglesia parroquial de San Juan Degollado, con pila bautismal de origen visigodo.
- Ermita de San Marcos, de reciente restauración por todos los vecinos (residentes y emigrantes).
- Puente romano sobre el arroyo de San Marcos, en plena Cañada Real Soriana Occidental, denominado "La Puente".

## Administración y política
| Partido político                         | 2019  | 2019  | 2019       | 2015  | 2015  | 2015       | 2011  | 2011  | 2011       | 2007  | 2007  | 2007       | 2003  | 2003  | 2003       |
| Partido político                         | %     | Votos | Concejales | %     | Votos | Concejales | %     | Votos | Concejales | %     | Votos | Concejales | %     | Votos | Concejales |
| Partido Popular (PP)                     | 61,02 | 36    | 2          | 63,93 | 39    | 2          | 65,63 | 42    | 4          | 51,95 | 40    | 3          | 66,25 | 53    | 4          |
| Partido Socialista Obrero Español (PSOE) | 35,59 | 21    | 1          | 29,51 | 18    | 1          | 25,00 | 16    | 1          | 42,86 | 33    | 2          | 30,00 | 24    | 1          |
| Coalición SI por Salamanca (SI)          | —     | —     | —          | —     | —     | —          | 4,69  | 3     | 0          | —     | —     | —          | —     | —     | —          |